# Tatjana Navka
Tatjana Navka (rus. Татьяна Александровна Навка; rođena 13. aprila 1975) u Dnjepropetrovsku, Ukrajina je ruska klizačica u umetničkom klizanju u kategoriji plesnih parova. Njen partner je Roman Kostomarov.
Zajedno sa svojim partnerom Kostomarovim postala je Olimpijski šampion 20. februara 2006. godine na Zimskim Olimpijskim igrama u Torinu. Takođe su osvojili i Svetsku titulu 2004. i 2005. godine, kao i Evropsku titulu istih godina predstavljajući Rusiju. Ranije je klizala i za Belorusiju sa partnerom Samuelom Gezolianom. A kasnije je klizala i sa Nikolajem Morozovim, pre nego što ju je, muž i trener, Aleksandar Žulin nije spojio sa Romanom Kostomarovim.
Dana 20. februara 2006, ona i njen partner Roman Kostomarov osvojili su zlatnu medalju na Olimpijskim igrama u Torinu, završivši sa konačnim rezultatom od 200.64, što je za 4.58 poena bolje od drugoplasiranog para Tanit Belbin i Bendžamin Agosto.
Udata je za Aleksandra Žulina i zajedno imaju kćerku Aleksandru (Sašu).

## Spoljašnje veze
- - Navka & Kostomarov